# 半深海带

海洋分层简介

半深海带（英語：或）由希臘語：衍生而来，这里也被称作午夜区（midnight zone）或深淵帶。这一区域位于海平面下1,000（3,300英尺）至4,000（13,000英尺）之间，平均温度大约为4 °C（39 °F）。
半深海带的动物密度较低。阳光到达不了这一区域，这也就意味着这里不可能有初级生产，因此这里才被称作午夜区。由于这里缺乏光线，这里仅有蝰鱼属与皱鳃鲨有眼睛。许多种类的自游生物生活中半深海区域，如鱿鱼、大鲸鱼和章鱼；海星、海绵多孔动物门、腕足动物、海胆也在这里很常见，但这个区域对于其它鱼类来说太难居住。因为这里很少会有有营养的食物，不易捕食，在这一区域中生活的鱼类便通过减缓新陈代谢来节省它们的能源。这里的鱼类没有天敌，因此它们有着无力的肌肉，柔软的皮肤与黏糊糊的身体。
如果海洋不是特别深的话，半深海带通常可以延伸到海平面下1000米至4000米之间的位于海床上的大陆斜坡的区域。